# Laurette Onkelinx

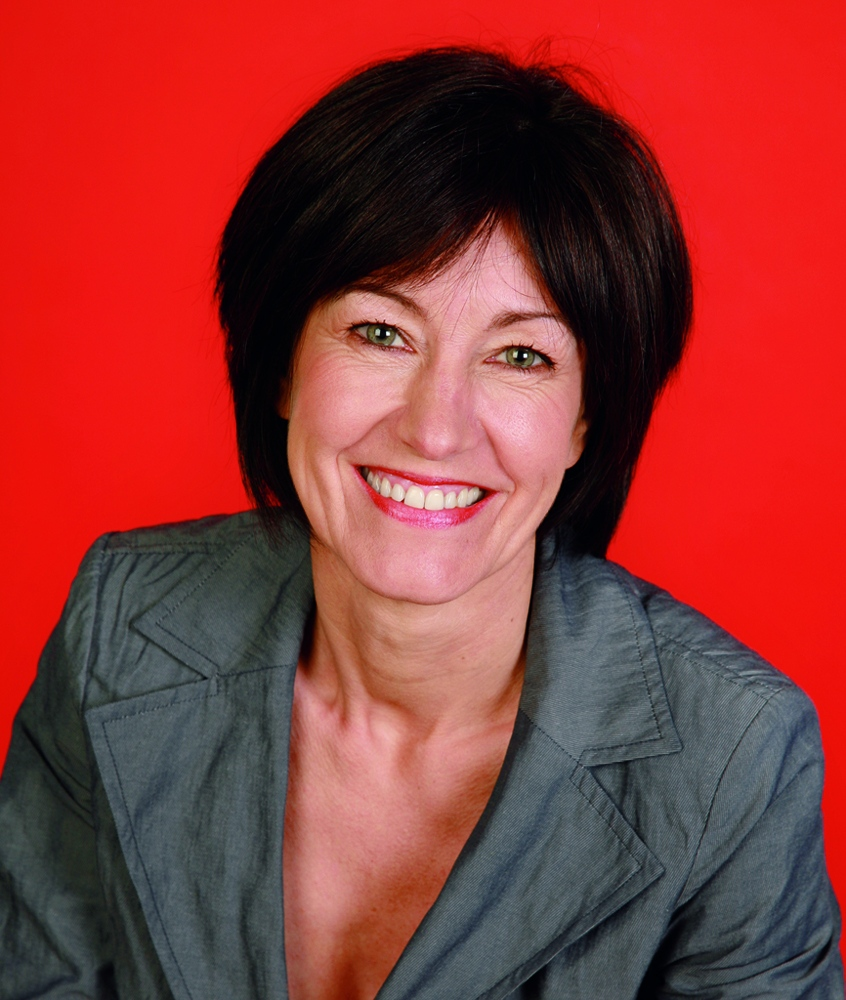
Laurette Onkelinx (2006)

Laurette Onkelinx (* 2. Oktober 1958 in Ougrée) ist eine belgische Politikerin der Parti Socialiste (PS). Sie hatte seit 1992 verschiedene Ministerämter inne und war zuletzt von 2011 bis 2014 Vizepremierministerin und Ministerin für Soziales und Gesundheit in der Regierung Di Rupo.

## Leben
Onkelinx kam als eines von sechs Kindern des ehemaligen PS-Abgeordneten und Bürgermeisters von Seraing Gaston Onkelinx und Germaine Ali Bakir in Ougrée zur Welt. Ihre Mutter ist eine algerische Berberin aus der Kabylei. Ihr Vater, ein gebürtiger Flame, war in den wallonischen Teil Belgiens übergesiedelt. Nach dem Studium der Rechtswissenschaften an der Universität Lüttich arbeitete sie zehn Jahre lang als Rechtsanwältin und war als Dozentin für Sozialrecht tätig.
1987 wurde Onkelinx als Abgeordnete für den Bezirk Lüttich in die Belgische Abgeordnetenkammer gewählt. Dort saß sie der Justizkommission vor und war Vizepräsidentin des Parlaments. Von 1992 bis 1993 war sie Ministerin für soziale Integration, Öffentliche Gesundheit und Umweltschutz in der Regierung Dehaene I. 1993 wurde sie zur Ministerpräsidentin der Französischen Gemeinschaft ernannt und hatte diese Position bis 1999 inne. Ihre Amtszeit zur Zeit der Haushaltskrise war durch lange soziale Konflikte mit den Lehrergewerkschaften geprägt. Onkelinx war vom 21. Mai 1995 bis zum 21. Juni 1995 Senatorin im Belgischen Senat, vom 13. Juni 1999 bis zum 12. Juli Mitglied des Wallonische Rates und vom 6. Juli 1999 bis zum 12. Juli 1999 Mitglied des Rates der Französischen Gemeinschaft.
Von 1999 bis 2003 war sie Vize-Premierministerin und Ministerin für Arbeit und Chancengleichheit in der Regierung Verhofstadt I und von 2003 bis 2007 Vize-Premierministerin und Justizministerin in der Regierung Verhofstadt II. Bei den Gemeindewahlen 2006 in Schaerbeek verlor sie mit 5083 Stimmen gegen Bernard Clerfayt mit 12654 Stimmen. Von 2007 bis 2014 war sie Ministerin für Soziales und Gesundheit in den Regierungen Verhofstadt III, Leterme I, Van Rompuy, Leterme II und Di Rupo. Seit der Regierung Leterme I ist sie zusätzlich wieder Vizepremierministerin.
Onkelinx ist seit Juli 1999 Präsidentin von Beliris, einem Kooperationsabkommen zwischen dem belgischen Föderalstaat und der Region Brüssel-Hauptstadt. Dieses Abkommen sieht ein jährliches Budget vor, um die nationale und internationale Rolle von Brüssel durch Infrastrukturmaßnahmen zu fördern.
Auf ihre Initiative geht auch ein Beschäftigungsplan für Jugendliche zurück: „Rosetta“, benannt nach dem sozialkritischen Film der Gebrüder Dardenne.
Nach der Wahlniederlage der Sozialisten bei den Parlamentswahlen 2014 und der Bildung einer Regierung unter Ministerpräsident Charles Michel fanden sich die Sozialisten erstmals seit 1988 in der Opposition. Laurette Onkelinx übernahm den Fraktionsvorsitz und wurde Oppositionsführerin. Sie prägte den Begriff Kamikaze-Regierung für die Regierung Michel. Durch die Affäre um die Brüsseler Obdachlosenunterstützung Samusocial kam sie im Sommer 2017 in Bedrängnis, da sie ihren politischen Freund und damaligen Brüsseler Bürgermeister Yvan Mayeur lange verteidigte.
Am 13. September 2017 kündigte sie überraschend an, dass sie sich spätestens nach den nächsten Parlamentswahlen 2019 vollständig aus der Politik zurückziehen wolle.

## Familie
Onkelinx ist von ihrem ersten Mann, Abbès Guenned geschieden, der durch die Ehe mit ihr belgischer Staatsbürger wurde. Die Scheidung erfolgte, nachdem die zuständigen Behörden in Marokko 1996 einen Haftbefehl wegen Verwicklung in Drogengeschäfte gegen den Ehemann erwirkt hatten. Am 31. Juli 1997 wurde Guenned am Flughafen Brüssel-Zaventem mit einem gefälschten Diplomatenpass erwischt. Um der amtierenden Ministerpräsidentin Onkelinx Unannehmlichkeiten zu ersparen, wurde das gerichtliche Scheidungsverfahren in einem Monat abgeschlossen. Eine schnellere Scheidung ist in der belgischen Rechtsgeschichte unbekannt. Guenned wurde wegen gleicher Vergehen später auch in der Türkei festgenommen, aufgrund des Drucks der belgischen Regierung jedoch nicht nach Marokko abgeschoben, sondern nach Belgien ausgewiesen.
1998 heiratete Onkelinx den Anwalt und Verfassungsrechtler Marc Uyttendaele. Trauzeuge war ihr Exgatte Abbès Guenned. Seitdem arbeitet ihr erster Mann als Berater im Mitarbeiterstab, dem Kabinett von Ministerin Onkelinx und ist Mitglied des Zentralrats der Muslime in Belgien.
Onkelinx hat drei Kinder und wohnt derzeit offiziell in Schaerbeek in der Region Brüssel-Hauptstadt, in Wirklichkeit wohnt sie in Lasne.
Am 8. November 2009 ließ sie die aktuelle Ausgabe der Satirezeitschrift Père Ubu beschlagnahmen, weil die Autoren sich darin über die Festnahme ihrer gemeinsamen Tochter mit Guenned wegen eines Drogenverbrechens lustig machten.

## Kritik
Im Juli 2006 stand Onkelinx in der öffentlichen Kritik, als der notorische Kriminelle Murat Kaplan nicht von dem Wochenendfreigang heimkehrte, den sie genehmigt hatte. Im August 2006 wurde ihr vorgeworfen, dass 28 Häftlinge aus dem Gefängnis von Dendermonde fliehen konnten. Im September 2006 hieß es, der Kriminelle Victor Hoxha sei nach Belgien zurückgekehrt, obwohl er am Anfang des Jahres ausgewiesen worden war, mit der Auflage, Belgien zehn Jahre lang nicht mehr zu betreten. Premierminister Guy Verhofstadt (VLD) bat sie, bis zum 1. Januar 2007 keine Strafgefangenen, die sich schwerer Delikte schuldig gemacht hätten, mehr vorzeitig zu entlassen, was sie ablehnte. CD&V und Vlaams Belang verlangten daraufhin ihren Rücktritt.
Am 23. September 2006 wurde bekannt, dass ein anderer Krimineller nicht von seinem Tagesausgang zurückgekehrt ist. Tony Van Parys von der CD&V nannte es „unverständlich, dass jemand wie [der gemeinte Kriminelle] überhaupt Ausgang erhält.“
Die Kabinettskrise in der darauffolgenden Woche wurde dadurch beigelegt, dass VLD und die Parti Socialiste sich darauf einigten, in den nächsten Monaten Gefangene nur mit Zustimmung ihrer Opfer (oder deren Angehörigen) vorzeitig freizulassen.
Im Oktober 2007 schockierte sie die Öffentlichkeit mit einer rassistischen Äußerung, als sie Flamen als Hausschwämme bezeichnete, die das belgische Haus zersetzen.
Am 30. Januar 2011 zeigte sie in der RTBF-Sendung Mise au point ihrem Gesprächspartner Etienne Schouppe von der CD&V den Mittelfinger der rechten Hand.

## Übersicht der politischen Ämter
- 1987–1995: Mitglied der Abgeordnetenkammer, des Rates der Wallonischen Region und des Rates der Französischen Gemeinschaft (teilweise verhindert)
- 1992–1993: Ministerin für öffentliche Gesundheit, Umwelt und soziale Integration in der Regierung Dehaene I
- 1993: Ministerpräsidentin der Regierung der Französischen Gemeinschaft, zuständig für Soziales, Gesundheit und Tourismus
- 1994–1995: Ministerpräsidentin der Regierung der Französischen Gemeinschaft, zuständig für das öffentliche Amt, Kindheit und Gesundheitsförderung
- 1995–1999: Ministerpräsidentin der Regierung der Französischen Gemeinschaft, zuständig für Unterricht, Medien, Jugendhilfe, Kindheit und Gesundheitsförderung
- 1995–1999: Senator
- 1995–2000: Mitglied des Gemeinderates in Seraing
- 1999–2003: Mitglied des Parlamentes der Wallonischen Region und des Parlamentes der Französischen Gemeinschaft (teilweise verhindert)
- 1999–2003: Vizepremierministerin, Ministerin für Beschäftigung in der Regierung Verhofstadt I
- 2003 – heute: Mitglied der Abgeordnetenkammer (teilweise verhindert)
- 2003–2007: Vizepremierministerin, Ministerin für Justiz in der Regierung Verhofstadt II
- 2006 – heute: Mitglied des Gemeinderates in Schaerbeek/Schaarbeek
- 2007–2008: Ministerin für Soziales und Gesundheit in der Regierung Verhofstadt III
- 2008–2014: Vizepremierministerin, Ministerin für Soziales und Gesundheit in den Regierungen Leterme I, Van Rompuy, Leterme II und Di Rupo